# Gelasma chromatocrossa
Gelasma chromatocrossa är en fjärilsart som beskrevs av Louis Beethoven Prout 1935. Gelasma chromatocrossa ingår i släktet Gelasma och familjen mätare. Inga underarter finns listade i Catalogue of Life.